# Private Parts

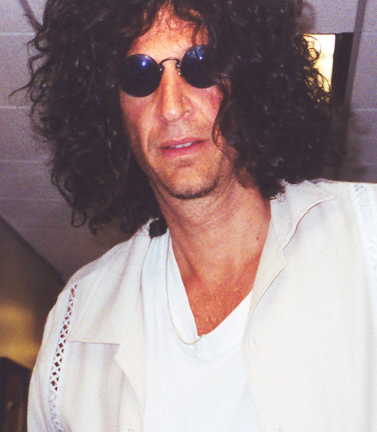
Howard Stern (2000)

Private Parts ist die 1993 (in Deutschland 1997) erschienene Autobiografie des US-amerikanischen Talkradio-Moderators Howard Stern. Das Buch war ein internationaler Erfolg und stand wochenlang auf dem ersten Platz der US-amerikanischen Bestseller-Listen.

## Inhalt
Stern erzählt in „Private Parts“ – mitunter sehr selbstironisch – von seiner Kindheit und Jugend sowie seinem beruflichen Werdegang zum populärsten und bestbezahlten Moderator der Rundfunkgeschichte. Zudem offenbart das Buch Einblicke in das Geschehen hinter den Kulissen seiner verschiedenen Sendungen und nicht zuletzt in sein Privatleben; insbesondere geht Stern auf das innige Verhältnis zu seiner Ehefrau Alison ein, die sich allerdings 2001 von ihm scheiden ließ.
In einigen Kapiteln äußert sich Stern allgemein zu gesellschaftlichen und kulturellen Themen, viele Kapitel stellen im Wesentlichen Tiraden gegen prominente Persönlichkeiten aus der Politik- und Medienlandschaft dar. Sterns schwarzer Humor und seine kompromisslose, vor Minderheiten und Schranken der politischen Korrektheit nicht Halt machende Offenheit ist wesentlicher Bestandteil auch seiner Autobiographie – so befand sich das Buch auf Platz 87 der „List of Most Challenged Books 1990–2000“ der American Library Association.

## Verfilmung
1997 wurde das Leben Howard Sterns von Regisseurin Betty Thomas verfilmt, wobei das Buch als Grundlage fungierte.